# Ферплејнс (Северна Каролина)
Ферплејнс (енгл. Fairplains) насељено је место без административног статуса у америчкој савезној држави Северна Каролина.

## Демографија
По попису из 2010. године број становника је 2.120, што је 69 (3,4%) становника више него 2000. године.
| Група             | 2000.         | 2010.         |
| Белци             | 1.576 (76,8%) | 1.512 (71,3%) |
| Афроамериканци    | 307 (15,0%)   | 275 (13,0%)   |
| Азијати           | 6 (0,3%)      | 4 (0,2%)      |
| Хиспаноамериканци | 142 (6,9%)    | 289 (13,6%)   |
| Укупно            | 2.051         | 2.120         |